# Mieszane sztuki walki

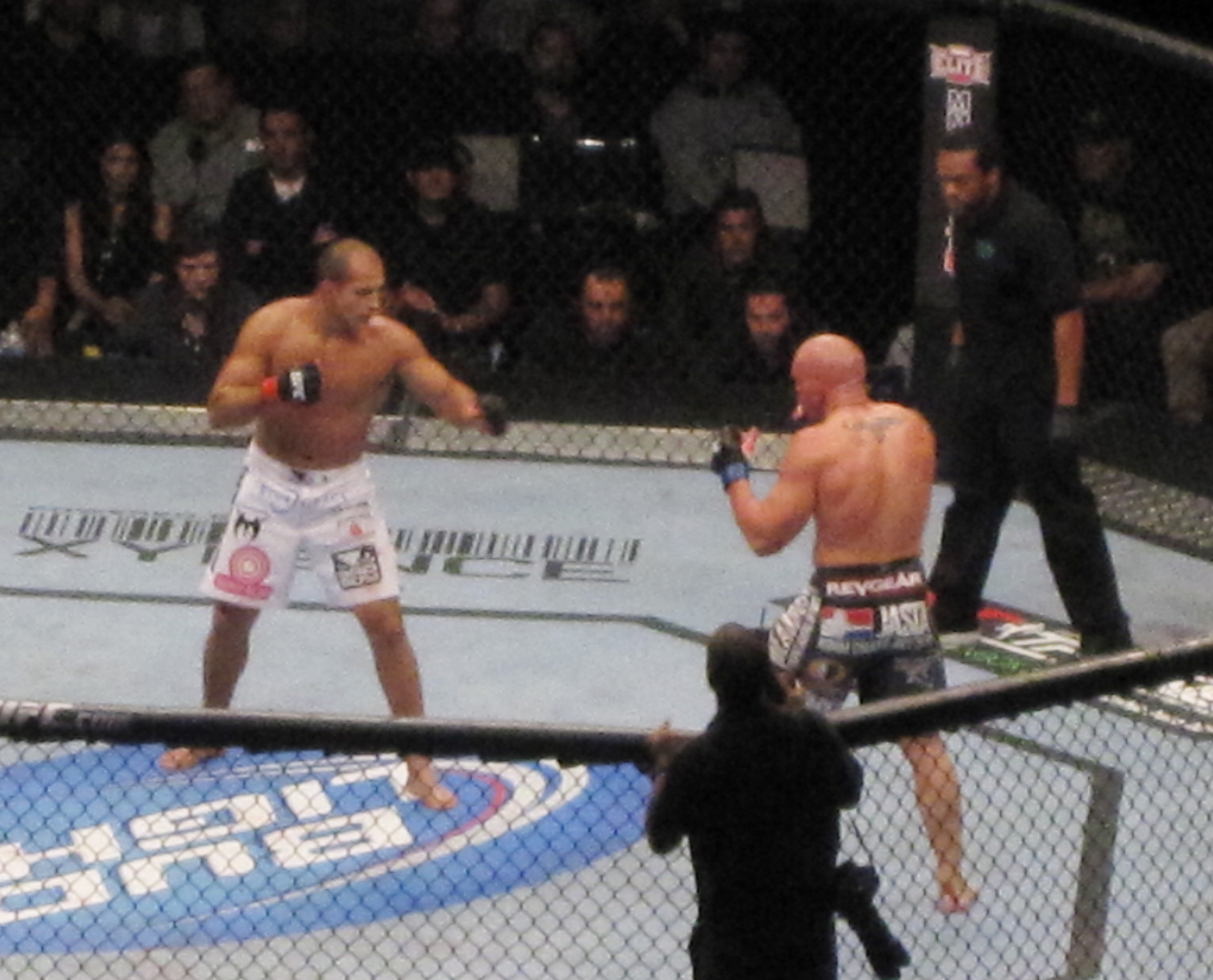
Walka MMA pomiędzy Shane'm Carwinem i Juniorem dos Santosem na gali UFC 131 w Vancouver w Kanadzie.

Mieszane sztuki walki (ang. mixed martial arts, MMA) – dyscyplina sportowa, w której zawodnicy sztuk i sportów walki walczą przy dużym zakresie dozwolonych technik (w zasadzie dopuszcza się wszystkie techniki dozwolone w innych sportach walki bez broni). Mieszane sztuki walki wyrażają jeden ze współczesnych kierunków rozwoju sztuk walki – zapewnienie widowiska sportowego, w którym walka toczy się przy jak najmniejszych ograniczeniach, ale jednoczesnym zminimalizowaniu ryzyka śmierci i poważnych, trwałych obrażeń ciała lub kalectwa.

## Nazwa
Nazwa „mixed martial arts” bywa mylnie stosowana zamiennie z określeniem „vale tudo” (tak nazywały się organizowane w Ameryce Południowej turnieje, od których wywodzą się współczesne mieszane sztuki walki). Zawody w formule vale tudo charakteryzują się jednak o wiele mniejszą liczbą ograniczeń, a sama nazwa nie jest określeniem sportu czy sztuki walki. Oficjalnie sformułowanie „mixed martial arts” zostało po raz pierwszy użyte przez reportera Howarda Rosenberga 15 listopada 1993 w jego relacji z gali UFC dla gazety Los Angeles Times.
Walki MMA pierwotnie określano ze względów marketingowych (zwłaszcza w USA) również jako „No Holds Barred” (NHB), czyli „bez chwytów zabronionych”. Stąd niekiedy mieszane sztuki walki do dziś nazywane są „walkami bez reguł”. Jest to mylący termin, gdyż jak w każdej dyscyplinie sportu i w tej obowiązują ściśle określone reguły współzawodnictwa. Niektórzy dziennikarze sportowi używają również terminu wszechstylowa walka.

## Historia mieszanych sztuk walki

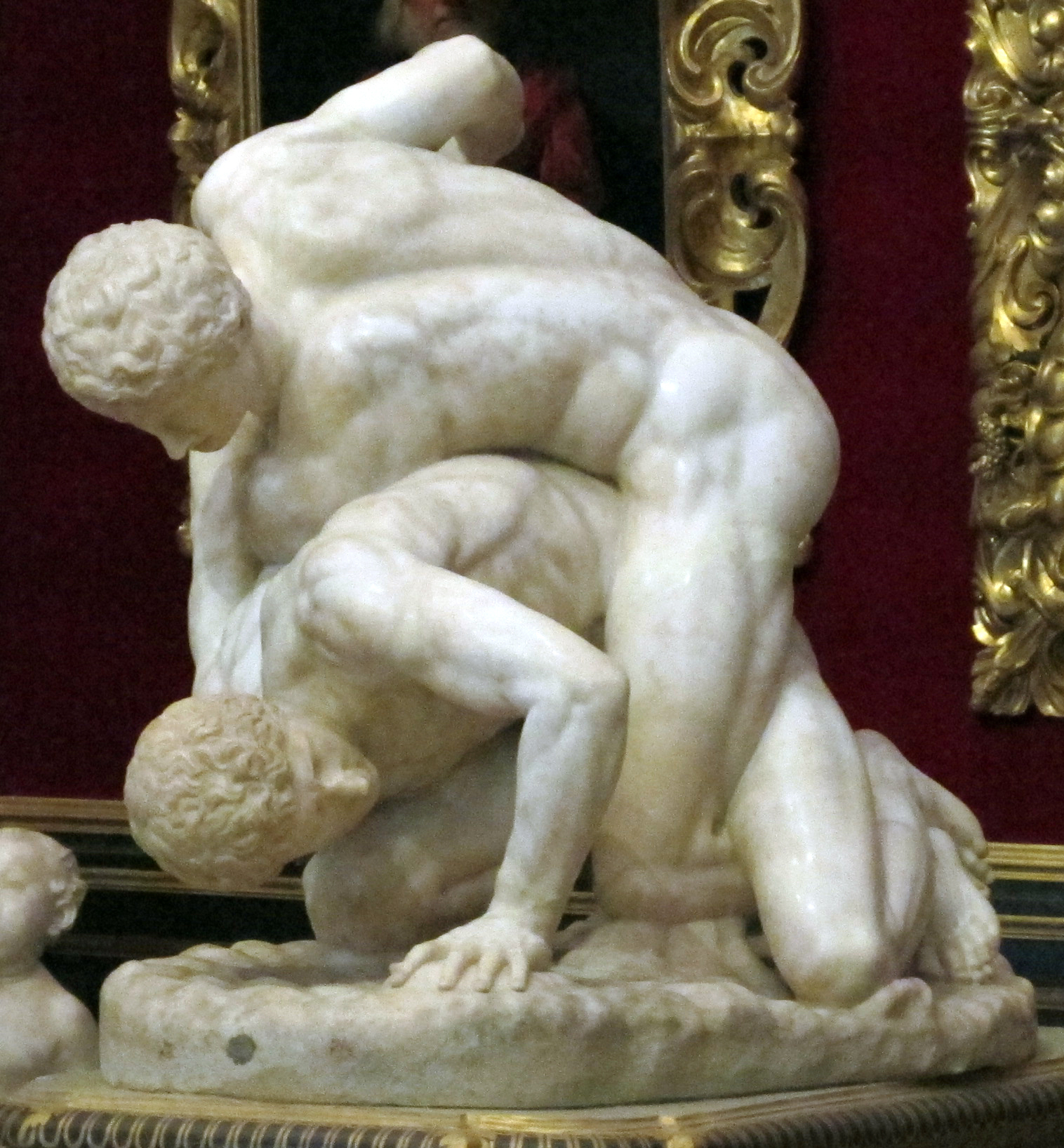
Pankratiaści. Rzymska kopia zaginionego greckiego oryginału. III wiek n.e.

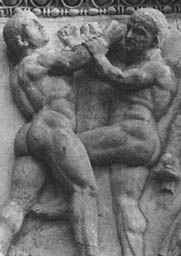
Pankratiaści walczący o rzymską ulgę. II lub III wiek n.e.

Pierwszym udokumentowanym sportem walki przypominającym dzisiejsze MMA był pankration (stosuje się też spolszczoną pisownię „pankracjon”), w którym stosowano różne techniki z klasycznych greckich zapasów i pięściarstwa. Obok pięściarstwa (pygme) i zapasów (pale), znajdowały się one w programie antycznych igrzysk olimpijskich.
Współczesne mieszane sztuki walki swój rodowód wywodzą od organizowanych od lat 20. XX wieku brazylijskich turniejów vale tudo oraz sięgających lat 70. japońskich zawodów zwanych kakutougi. Początkowy okres rozwoju sportu przypadł na pierwszą połowę lat 90., kiedy w USA w zorganizowano pierwszy oficjalny turniej MMA pod nazwą UFC 1 (1993), a w Japonii założono organizacje Shooto i Pancrase.
Do światowej popularyzacji sportu doszło po 2000 roku. Przyczyniły się do tego, dzięki kontraktom z dużymi stacjami telewizyjnymi, konkurujące ze sobą amerykańska organizacja UFC oraz japońska PRIDE FC. Ostatecznie, w 2007 roku, ta druga została przejęta przez właścicieli UFC. W konsekwencji amerykańska organizacja zdobyła dominującą pozycję na rynku.
Obecnie zawody w formule MMA odbywają się na całym świecie. Do najbardziej prestiżowych organizacji o międzynarodowym zasięgu należą, obok UFC, także One Championship i Bellator. W przeszłości do tego grona zaliczano także m.in. PRIDE FC (do 2007 roku), DREAM (do 2012) i Strikeforce (do 2013).

### Organizacje[5][6]
Światowa Federacja i organ zarządzający:
- Globalne Stowarzyszenie Mieszanych Sztuk Walki (GAMMA)

Zasięg globalny:
- Ultimate Fighting Championship (UFC)
- Bellator MMA
- Absolute Championship Akhmat (ACA)

Afryka
- Extreme Fighting Championship (EFC)

Ameryka Północna:
- World Series of Fighting (WSoF)

Ameryka Południowa:
- Jungle Fight

Azja:
- One Championship[7]

Europa:
- Cage Warriors
- Konfrontacja Sztuk Walki (KSW)
- M-1 Global

Inne, mniejsze o zasięgu głównie krajowym:
- DEEP, King of the Cage, Pancrase, Shooto, Rizin Fighting Federation

## Reguły[8][9]
Rywalizacja toczy się zarówno w stójce, jak i parterze. W typowych walkach MMA dozwolone są rzuty, ciosy pięściami, kopnięcia, dźwignie, duszenia.
Zabronione są natomiast techniki stwarzające znaczne niebezpieczeństwo dla zdrowia zawodników. W regulaminach większości organizacji czy zawodów zakazane jest zwykle: gryzienie, zahaczanie (wkładania palców w otwory fizjologiczne, np. usta czy nos), atakowanie genitaliów, oczu i krtani, uderzanie głową, uderzanie w kręgosłup, stosowanie dźwigni na małe stawy, czyli palce. Często organizatorzy wprowadzają dodatkowe ograniczenia, zabraniając np. ciosów łokciami, dźwigni na kręgosłup, dźwigni skrętowych na kolana, wykonywania rzutów skutkujących upadkiem rywala na głowę albo kopnięć w parterze. Jeszcze bardziej restrykcyjne reguły obowiązywały dawniej w niektórych japońskich organizacjach (np. Pancrase czy RINGS), gdzie zabronione były uderzania w parterze, czy też uderzania zaciśniętą pięścią.

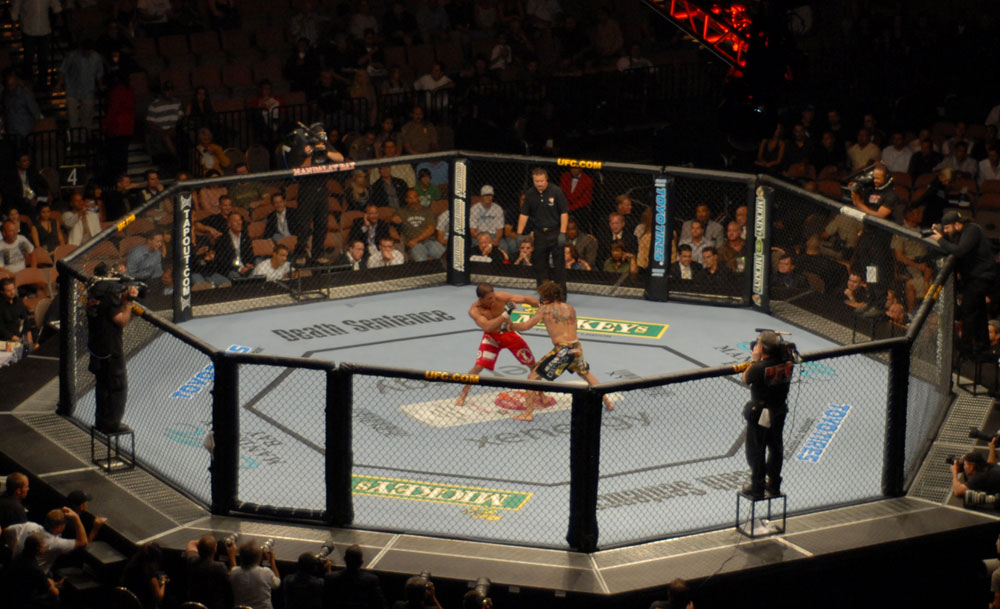
Octagon

O wyniku walki decyduje nokaut (również techniczny), poddanie się oraz, jeśli walka nie zakończyła się przed czasem, decyzja sędziów. W zależności od regulaminu danych zawodów niekiedy dopuszczalnym rozstrzygnięciem może być też remis.
Typy decyzji:
- jednogłośna – trzech sędziów wskazuje zwycięstwo punktowe tego samego zawodnika;
- niejednogłośna – dwóch sędziów wskazuje zwycięstwo punktowe jednego zawodnika, a trzeci z sędziów ocenia walkę na korzyść jego rywala;
- większościowa - dwóch sędziów wskazuje zwycięstwo punktowe jednego zawodnika, a trzeci z sędziów ocenia walkę jako remisową.

Walki odbywają się na zwykłym ringu bokserskim lub na ringach różnych kształtów otoczonych siatką, która zapobiega wypadaniu zawodników poza miejsce walki (potocznie zwanymi „klatkami”). Ośmiokątny ring używany przez UFC jest określany „oktagonem” (The Octagon – nazwa jest zastrzeżonym znakiem towarowym).
Zawodnicy zawsze muszą posiadać ochraniacze zębów oraz rękawice (zwykle cienkie, umożliwiające chwytanie). Niekiedy dopuszcza się również stosowanie nagolenników lub ochraniaczy na kolana.

## Trening mieszanych sztuk walki
W mieszanych sztukach walki praktykuje się tzw. trening przekrojowy, przygotowujący zawodnika do walki zarówno w stójce, jak i w parterze oraz zwarciu. Akcentowana jest w nim umiejętność płynnego przechodzenia między tymi trzema dystansami. Generalnie boks (włączając w to kick-boxing, boks tajski) w połączeniu z grapplingiem (zapasy, sambo, judo, ju-jitsu, brazylijskie jiu-jitsu) stanowią podstawę niemal każdego treningu mieszanych sztuk walki. Rzadziej stosuje się elementy innych sztuk, takich jak karate czy taekwondo.

## Taktyka walki

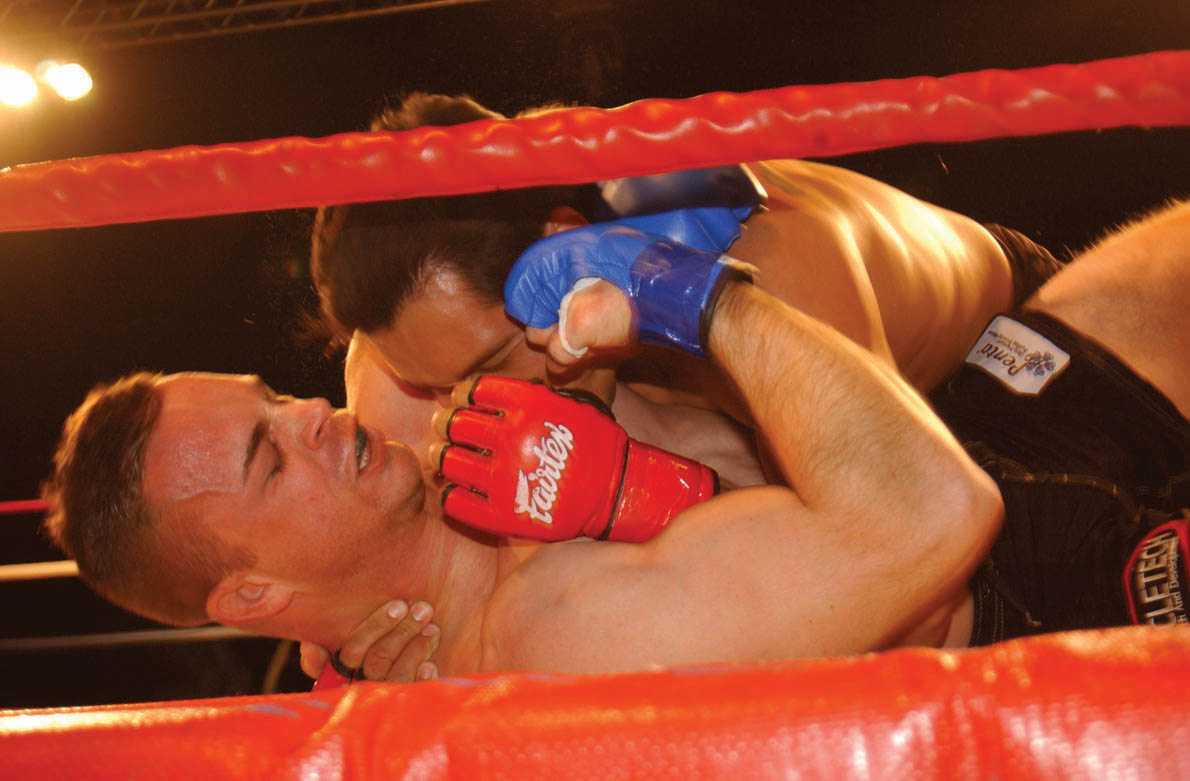
Walka w parterze

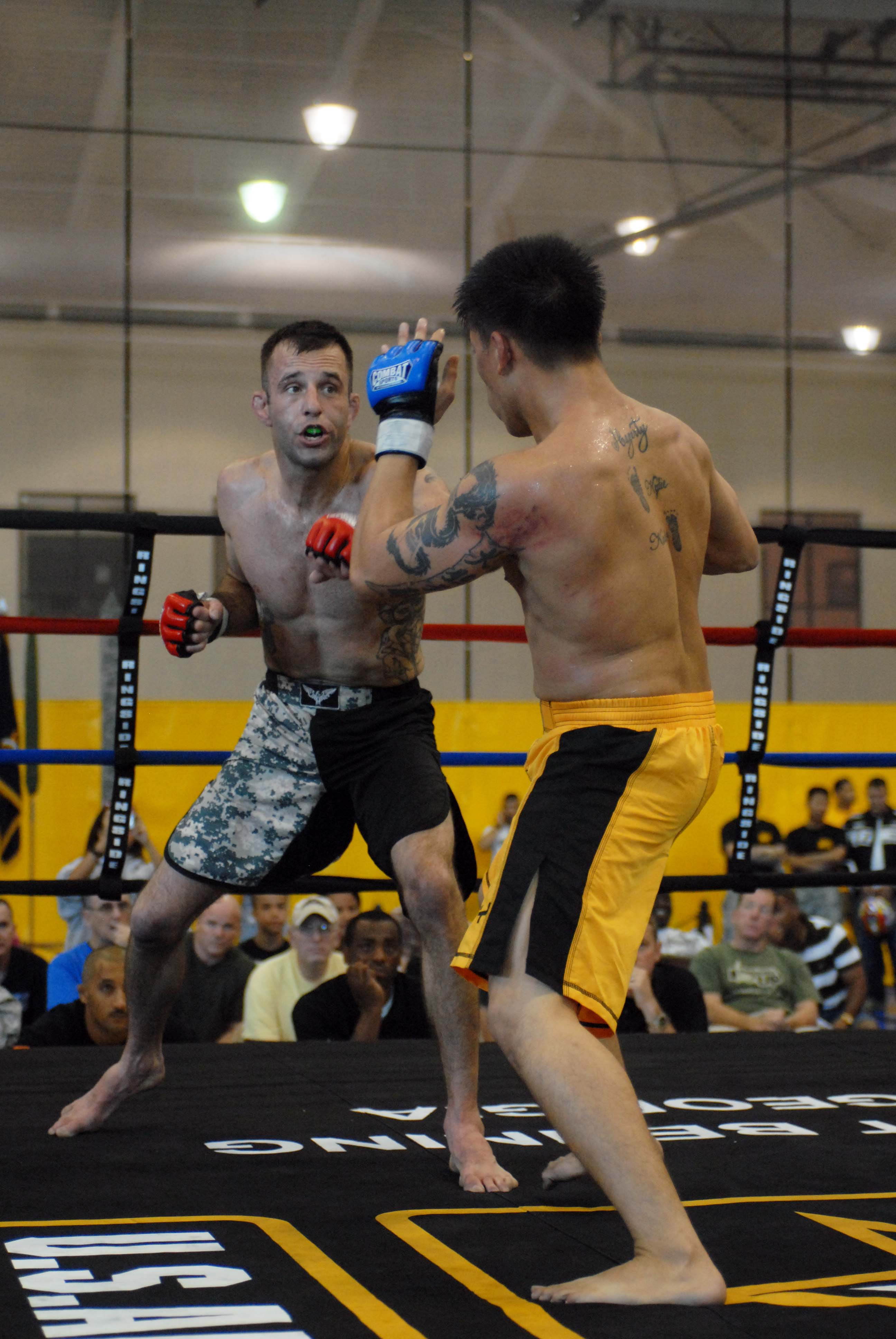
Walka w stójce

W okresie kształtowania się mieszanych sztuk walki współzawodniczyli ze sobą przedstawiciele rozmaitych stylów. Zawodnicy kilku z nich okazali się bardziej predestynowani od innych do odnoszenia sukcesów w MMA. Bokserzy i kick-boxerzy mieli tendencję do dominacji w uderzeniach, zapaśnicy i judocy w obaleniach, zaś przedstawiciele brazylijskiego jiu-jitsu dominowali w parterze. W rezultacie większość zawodników MMA można przypisać do jednej z trzech kategorii: „parterowiec”, „zapaśnik” i „uderzacz”. Obecnie, dzięki treningowi przekrojowemu, większość czołowych zawodników MMA jest skuteczna we wszystkich trzech płaszczyznach, osiągając wysoki stopień wszechstronności.
- „Parterowiec” (bądź z ang. grappler) specjalizuje się w chwytach. Taktyką tego typu zawodnika jest dążenie do walki w parterze, gdzie szuka wymuszenia na przeciwniku poddania za pomocą dźwigni lub duszenia. Chociaż umiejętność wykonania obalenia ściśle się wiąże ze strategią walki w parterze, czyste, silne obalenie nie jest dla niego tak ważne jak dla zapaśnika.
- „Zapaśnik” (bądź z ang. wrestler) preferuje walkę w stójce w zwarciu (tzw. klinczu) i walkę na uderzenia w parterze. Jego mocną stroną zwykle jest obalenie. Popularnie strategia zapaśnika jest znana jako „obal i uderzaj” lub „połóż i dołóż” (ang. ground and pound). Odnosi się to do metody obalenia przeciwnika, osiągnięcia dominującej pozycji w parterze (np. dosiadu) i zakończenia walki uderzeniami.

- „Uderzacz” (bądź z ang. striker) jest zawodnikiem, który preferuje walkę w stójce, ze względu na swoje umiejętności zadawania uderzeń (tj. kopnięć i ciosów pięściami). Strategia walki uderzacza to „unikaj zwarcia i uderzaj” (sprawl and brawl). Odnosi się to do koncentracji na neutralizowaniu obaleń, tak aby samemu pozostać na nogach i zakończyć starcie ciosami.

## Kategorie wagowe
Nie istnieje jednolity i uniwersalnie uznawany podział na kategorie wagowe (taki jak np. w boksie). W praktyce liczba kategorii i ich limity w zależności od danego kraju czy organizacji może się znacznie różnić. Na terenie większości amerykańskich stanów obowiązuje podział na 9 kategorii wagowych (na podstawie zasad przyjętych w 2001 roku przez New Jersey State Athletic Control Board i następnie zaadaptowanych w pozostałych stanach), który jest stosowany w większości organizacji na świecie:
- waga superciężka (+120 kg/265 lb)
- waga ciężka (-120 kg/265 Ib)
- waga półciężka (-93 kg/205 Ib)
- waga średnia (-84 kg/185 Ib)
- waga półśrednia (-77 kg/170 Ib)
- waga lekka (-70 kg/155 Ib)
- waga piórkowa (-66 kg/145 Ib)
- waga kogucia (-61 kg/135 Ib)
- waga musza (-57 kg/125 lb)
- waga słomkowa (-52 kg/115 lb)
- waga atomowa (-48 kg/105 lb)

## Mieszane sztuki walki w Polsce

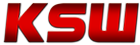
Logo organizacji KSW.

W Polsce odbywają się turnieje amatorskie (w tym mistrzostwa kraju) oraz gale zawodowe, z których największe organizowane są pod szyldem Konfrontacja Sztuk Walki (KSW). Do pozostałych imprez tego typu zalicza się m.in. Profesjonalna Liga MMA, Amatorska Liga MMA, Fighters Arena, Thunderstrike Fight League, Fight Exclusive Night, Babilon MMA, MMA Attack, Madness Cage Fighting, EFM Show, Armia Fight Night, Arena Berserkerów, Gladiator Arena, Runda, Wieczór Walk, Gala Sportów Walki, XCage, Royale Division, Carpathian Warriors oraz nieistniejące już Pro MMA Challenge, Coloseum MMA, Quest Arena, Iron Fist, Bałtycki Sztorm, Full Contact Prestige, Pro Fight, MMA Polska, MMA Sport.
Ponadto od 2018 roku na polski rynku organizowane są także tzw. freakowe gale (z terminu freak show fight), które odbywały się z pod szyldu takich federacji jak m.in. Fame MMA, Free Fight Federation, MMA-VIP, Elite Fighters, High League, Prime Show MMA czy Clout MMA.

## Wypadki śmiertelne
W historii tego sportu zanotowano co najmniej pięć przypadków śmierci zawodników w wyniku obrażeń doznanych podczas oficjalnej, sankcjonowanej walki MMA. Cztery miały miejsce w USA: Sam Vasquez (2007), Michael Kirkham (2010), Tyrone Mims (2012), Donshay White (2017) oraz jeden w RPA: Booto Guylain (2014). Poza tym znanych jest kilka innych przypadków śmierci podczas niesankcjonowanych zawodów, m.in. na Ukrainie (1998), w Korei (2005), Boliwii (2012), USA (2013) oraz Irlandii (2016).

## Kultura masowa
Toczenie walk wszechstylowych przedstawiono w teledysku do utworu „Attitude” z albumu Roots (1996) brazylijskiej grupy metalowej Sepultura, a w wideoklipie pojawili się członkowie rodziny Gracie.